# Пиньейро, Фредерико
Фредерико Пиньейро (порт.-браз. Frederico Pinheiro; 17 апреля 1901, по другим данным 22 мая 1902, Рио-де-Жанейро — неизвестно) — бразильский футболист, полузащитник.

## Карьера
Фредерико Пиньейро начал карьеру в 1915 году в клубе «Бангу». 17 июня 1917 года он дебютировал в основном составе команды в товарищеской игре с «Вила Изабел» (6:1). 8 июля Фредерико впервые сыграл в официальном матче против «Фламенго» (1:4). Сам клуб занял в чемпионате третье место. 21 июля 1918 года он забил первый мяч за клуб, поразив ворота «Флуминенсе» (2:4). Пиньейро выступал за «Бангу» до 1926 года, проведя в чемпионате штата 100 матчей и забив 17 голов. 23 мая 1926 года он провёл последний матч за клуб, также как и первый, против «Вила Изабел». После этого полузащитник перешёл в стан «Фламенго». 7 сентября он дебютировал в составе команды против «Сан-Кристована» (2:0). 12 сентября Пиньейро сыграл первую встречу за «Фламенго» против «Васко да Гамы» (1:2). 29 мая Фредерико забил первый мяч за клуб, поразив ворота «Ботафого» (2:9). В следующем сезоне полузащитник помог «Фламенго» выиграть чемпионат штата. Всего за клуб футболист провёл 15 матчей и забил два гола.
Завершив игровую карьеру, Фредерико возвратился в «Бангу». В 1929 и 1939 году он занимал пост главного тренера команды. В 1933 году работал секретарём клуба.

## Международная статистика
| Матчи Фредерико Пиньейро за сборную Бразилии | Матчи Фредерико Пиньейро за сборную Бразилии | Матчи Фредерико Пиньейро за сборную Бразилии | Матчи Фредерико Пиньейро за сборную Бразилии | Матчи Фредерико Пиньейро за сборную Бразилии | Матчи Фредерико Пиньейро за сборную Бразилии | Матчи Фредерико Пиньейро за сборную Бразилии |
| -------------------------------------------- | -------------------------------------------- | -------------------------------------------- | -------------------------------------------- | -------------------------------------------- | -------------------------------------------- | -------------------------------------------- |
| №                                            | Дата                                         | Место проведения                             | Оппонент                                     | Счёт                                         | Голы                                         | Турнир                                       |
| 1                                            | 12 октября 1921                              | Буэнос-Айрес                                 | Парагвай                                     | 3:0                                          | —                                            | Чемпионат Южной Америки                      |
| 2                                            | 23 октября 1921                              | Буэнос-Айрес                                 | Уругвай                                      | 1:2                                          | —                                            | Чемпионат Южной Америки                      |

## Достижения
- Чемпион штата Рио-де-Жанейро: 1927